# Yama

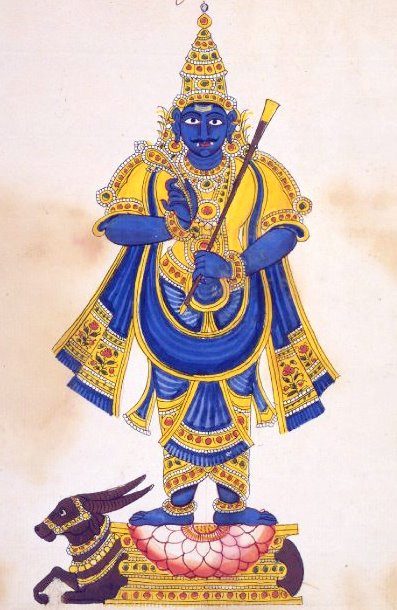
Pintura hindú de Yama

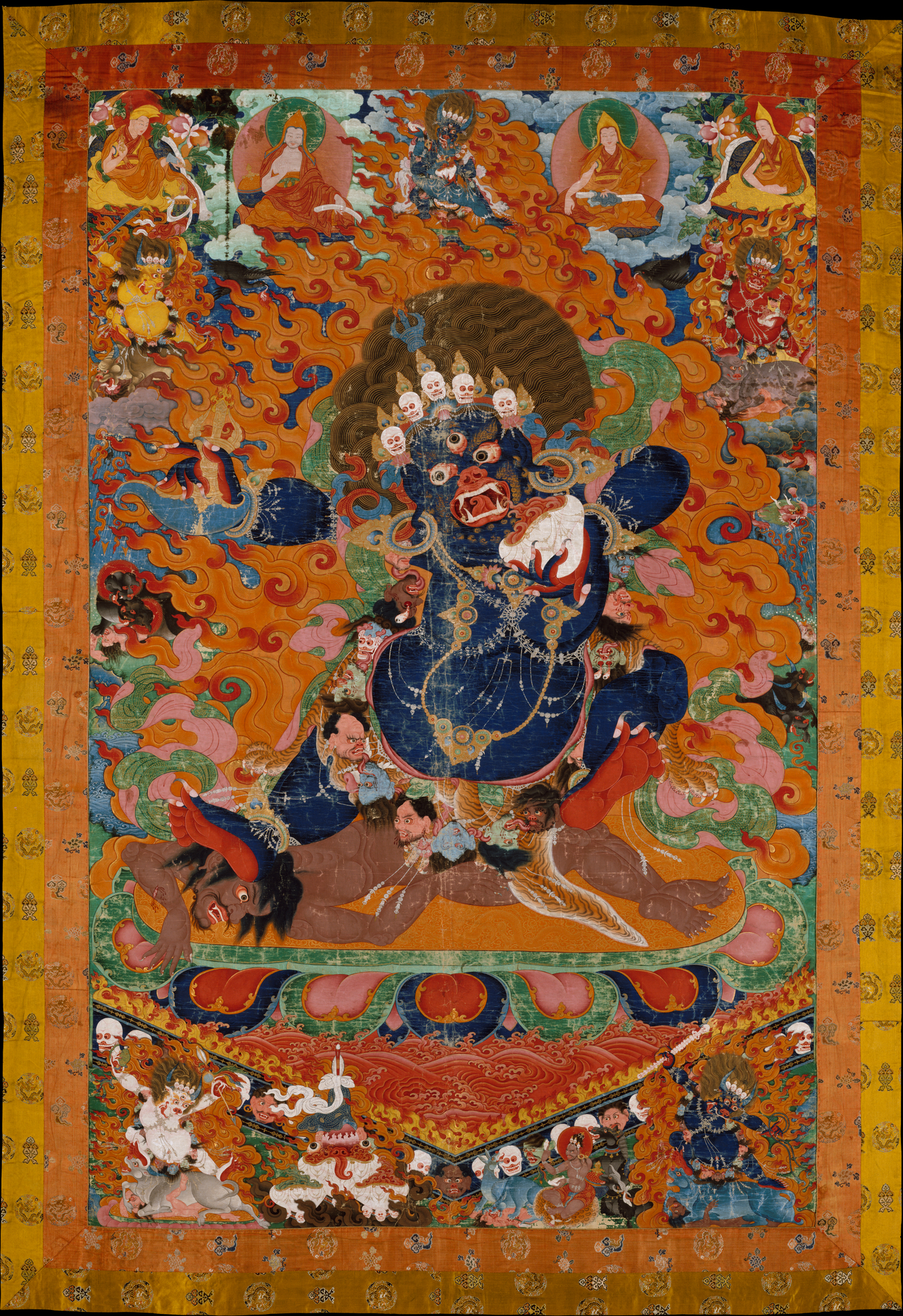
Pintura tibetana de Yama

Yama (sànscrit: यम) és el déu de la mort de l'hinduisme, senyor dels esperits dels morts i guardià de l'inframon. Yama és una divinitat primerenca que apareix als vedes. El rigveda el presenta com un déu generós que renuncia a la seva immortalitat per esdevenir el primer home, que després de morir, descobreix el camí de retorn a les estades immortals. En la tradició posterior, Yama assumeix un paper desagradable i un caràcter sever, i apareix com el déu de les regions subterrànies i el jutge dels morts que castiga els culpables. Esmentat per Siddharta Gautama en el Cànon Pali, Yama va entrar en les mitologies budista, xinesa, tibetana, coreana i japonesa com a déu colèric senyor de l'inframon.